# Follia del mattino
Follia del mattino è un singolo del rapper italiano Vegas Jones, pubblicato l'8 novembre 2019 come secondo estratto dal secondo album in studio La bella musica.

## Descrizione
Il brano è stato prodotto dal duo Merk & Kremont in collaborazione con gli storici produttori del rapper, Boston George e Joe Vain. Dal punto di vista musicale si caratterizza per le influenze provenienti dalla musica caraibica.

## Video musicale
Il video, diffuso il 18 dicembre 2019, è stato diretto da Enea Colombi e il rapper in bilico tra le luci del palco e la strada, una pista da gara tra auto e moto da corsa.

## Classifiche
| Classifica (2019) | Posizione massima |
| ----------------- | ----------------- |
| Italia            | 44                |